# Унгин
Унгин (Улей) — село в Осинском районе Усть-Ордынского Бурятского округа Иркутской области. Образует муниципальное образование «Улейское».

## География
Находится в 76 км к северо-западу от районного центра, села Оса, на одноименной реке.
Через село проходит Александровский тракт.

### Внутреннее деление
Состоит из 33 улиц:
- Бильдушкинова
- Гагарина
- Горная
- Заречная
- Ипподромная
- Кинзеева
- Комарова
- Молодёжная
- Нагорная
- Новый (переулок)
- Осодоева
- Подгорная
- Почтовый (переулок)
- Чапаева
- Школьная
- Шоболова

## Население
| 2002 | 2010  | 2011  | 2012  |
| ---- | ----- | ----- | ----- |
| 1071 | ↗1080 | ↘1077 | ↗1078 |

Национальный состав
Согласно результатам переписи населения 2002 года, в национальной структуре населения села буряты составляли 87%.